# Собор Труро
Собор Пресвятой Девы Марии (англ. Cathedral of the Blessed Virgin Mary) — англиканский кафедральный собор в Труро (Корнуолл).

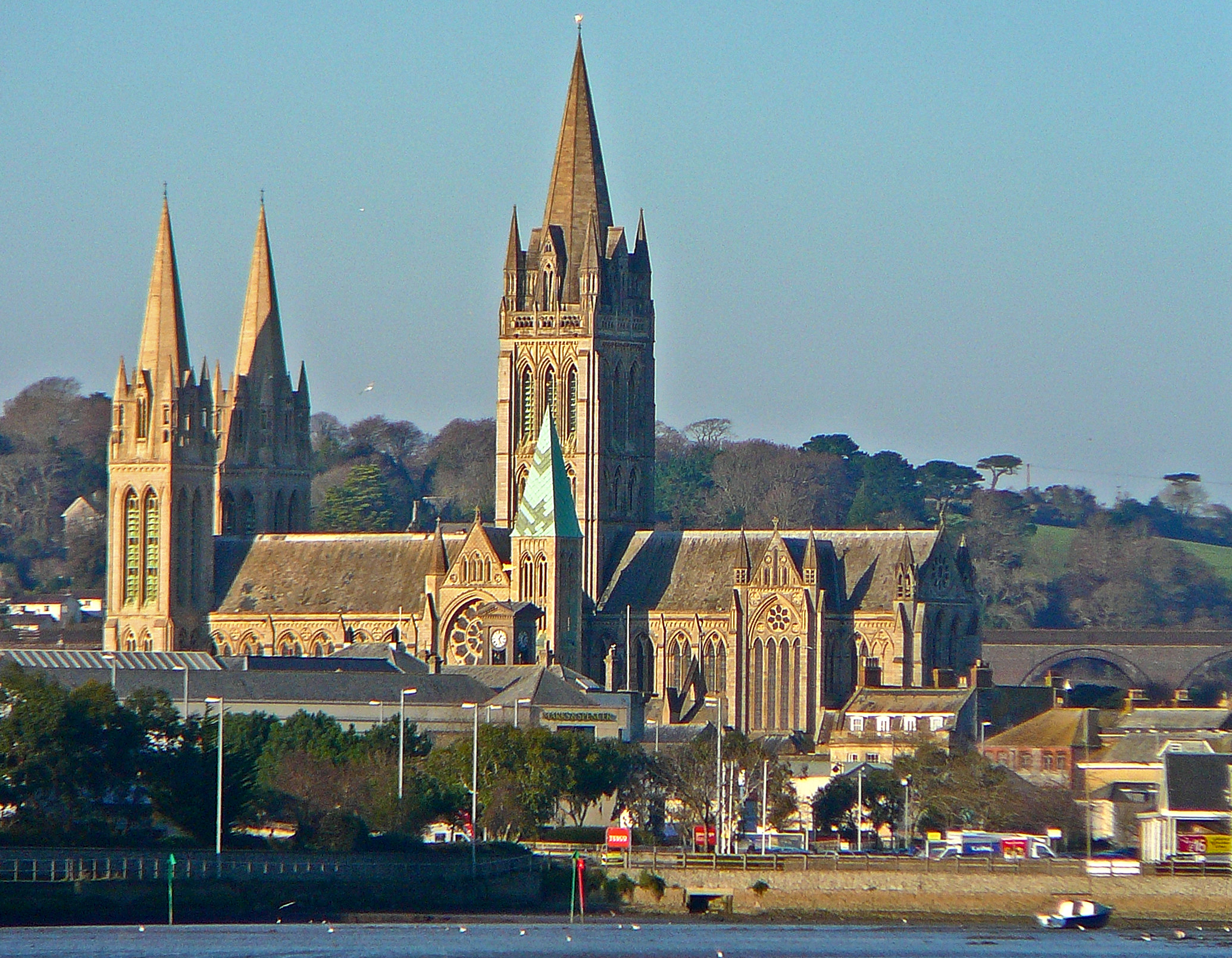

Здание было построено в стиле неоготики на месте старой церкви XVI века в течение 1880—1910 гг. как кафедра трурского епископа (диоцез создан 15 декабря 1876 года). Первая часть собора была завершена уже в 1887 году, после чего он был освящён. Первая башня высотой 76 м была построена к 1905 году, а ещё две возведены к окончанию строительства в 1910 году. Всего у собора четыре башни. Также Трурский собор является одним из трёх соборов Великобритании, наряду с Личфилдским и Епископальным Эдинбургским, имеющим три каменных шпиля.
Соборный орган изготовлен мастерской Henry Willis & Sons.